# Южный Хорасан
Ю́жный Хораса́н (перс. خراسان جنوبی‎ Xorâsân-e Janubi) — провинция (остан), расположенная в восточном Иране. Административный центр — город Бирдженд, другие крупные города — Кайен (33 тыс.), Фердоус (25 тыс.), Бошруйе (14 тыс.).
Южный Хорасан — одна из трёх провинций, которые были созданы после разделения Хорасанa в 2004. Площадь — 69 555 км², население — 636 420 человек (2006), большая часть персы, а также белуджи, пуштуны и таджики.

## Административное деление

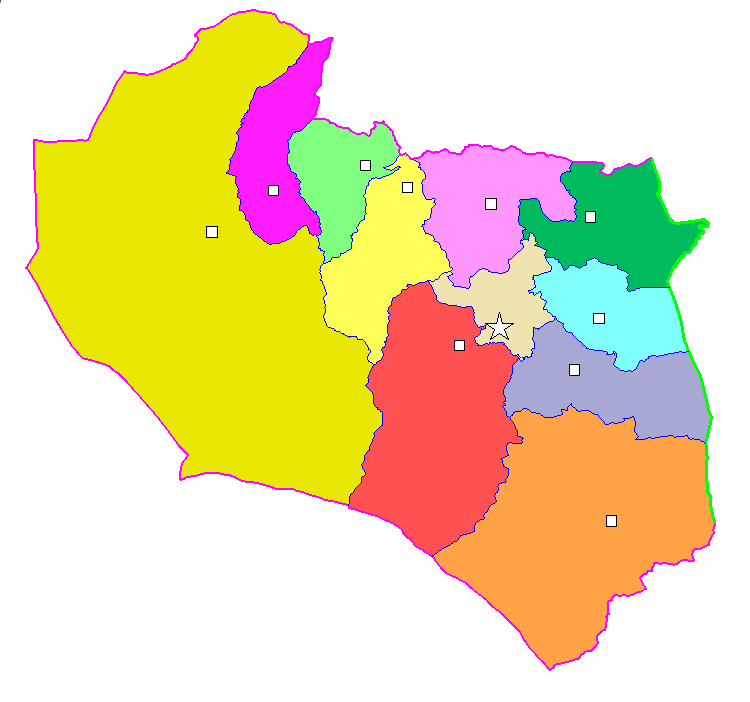
Административное деление остана Южный Хорасан.

Провинция делится на 11 шахрестанов:
1. Бирдженд (Birjand)
2. Бошруйе (Boshruyeh)
3. Каэн (Qaen)
4. Дармиан (Darmian)
5. Нехбандан (Nehbandan)
6. Серайан (Sarayan)
7. Сербише (Sarbisheh)
8. Фердоус (Ferdows)
9. Табас (Tabas)
10. (Zirkuh)
11. Кесф (Khusf)

## Экономика
Основные отрасли экономики — сельское хозяйство (пшеница, ячмень, хлопок, шафран, барбарис, гранаты, оливки, финики, яблоки, абрикосы, вишни, помидоры, грибы, цветы), пищевая, текстильная, кожевенная, химическая промышленность, производство стройматериалов и керамики, энергетика, торговля, транспорт, добыча угля. В городе Бирдженд расположены Особая экономическая зона, шинный завод «Кявир Тайр».

## Достопримечательности
В городе Бирдженд расположены Пятничная мечеть и руины крепости Галех-э Паин-Шахр. Возле Бирдженда расположены крепость Арг-э Нехбандан эпохи Парфии, крепость Арг-э Фург и деревня Хорашад, интересная традиционной архитектурой. В городе Фердоус расположены Пятничная мечеть и медресе эпохи Сефевидов, в окрестностях — горячие минеральные источники. В городе Каэн интересна старая городская стена, в окрестностях — гробница Каини. В городе Сарайан расположена древняя крепость Галех Гала, в окрестностях — пещера Дерагон.